# Peperomia pellucida
Espèce
Peperomia pellucida est une espèce de plantes de la famille des Pipéracées.